# Robert Kurnicki
Robert Kurnicki (* 27. März 1965 in Zabrze) ist ein ehemaliger deutscher Leichtathlet polnischer Herkunft, der im 110-Meter-Hürdenlauf und im Sprint erfolgreich war.
Er begann 1977 in Polen mit der Leichtathletik. Nach mehreren nationalen Titel in der Jugend wurde er 1986 mit der 4-mal-100-Meter-Staffel von Górnik Zabrze polnischer Meister. 1987 nahm er über 60 Meter Hürden an den Halleneuropameisterschaften teil, kam aber nicht über den Vorlauf hinaus. 1988 wurde er polnischer Hallenmeister. 1990 siedelte Kurnicki nach Deutschland über und nahm die deutsche Staatsangehörigkeit an.
In Deutschland schloss er sich dem TV Wattenscheid an. Im 200-Meter-Lauf wurde Kurnicki 1992 und 1993 Deutscher Meister. Außerdem gewann er mit der Wattenscheider 4-mal-100-Meter-Staffel 1992, 1993, 1995 und 1996 den Meistertitel. Die deutschen Farben vertrat er erstmals 1993. Bei den Weltmeisterschaften in Stuttgart schied er im Halbfinale aus, mit der deutschen Staffel (Marc Blume, Robert Kurnicki, Michael Huke, Steffen Görmer) erreichte er aber das Finale und wurde Sechster. Beim Europacup im selben Jahr sprintete Kurnicki auf den dritten Platz. 1994 nahm er an den Halleneuropameisterschaften und 1995 an den Weltmeisterschaften teil. Bei den Olympischen Spielen 1996 in Atlanta war er Ersatzläufer der deutschen Staffeln. 1997 beendete er seine Sportkarriere.

## Persönliche Bestleistungen
- 200 Meter: 20,46 s (1993)
- 110 Meter Hürden: 13,82 s (1986)
- 60 Meter Hürden: 7,71 s (1988)